# 玉山氣象站
玉山氣象站，全銜交通部中央氣象署玉山氣象站，為交通部中央氣象署所屬的一個氣象站，位於玉山北峰峰頂，海拔標高3844.784公尺，是臺灣海拔最高的氣象站，也是臺灣海拔最高的建築物。該站的通信地址設於嘉義縣阿里山鄉東阿里山113號，實際門牌號碼為南投縣信義鄉東埔村一鄰玉山北峰1號。該站主要功能為觀測及記錄各種天氣預報、特報資料及突變天氣之查詢供應，並主動即時將各種氣象紀錄回傳給位在臺北市的中央氣象署本部，同時也提供登山客預約參訪及急難救助。

## 歷史

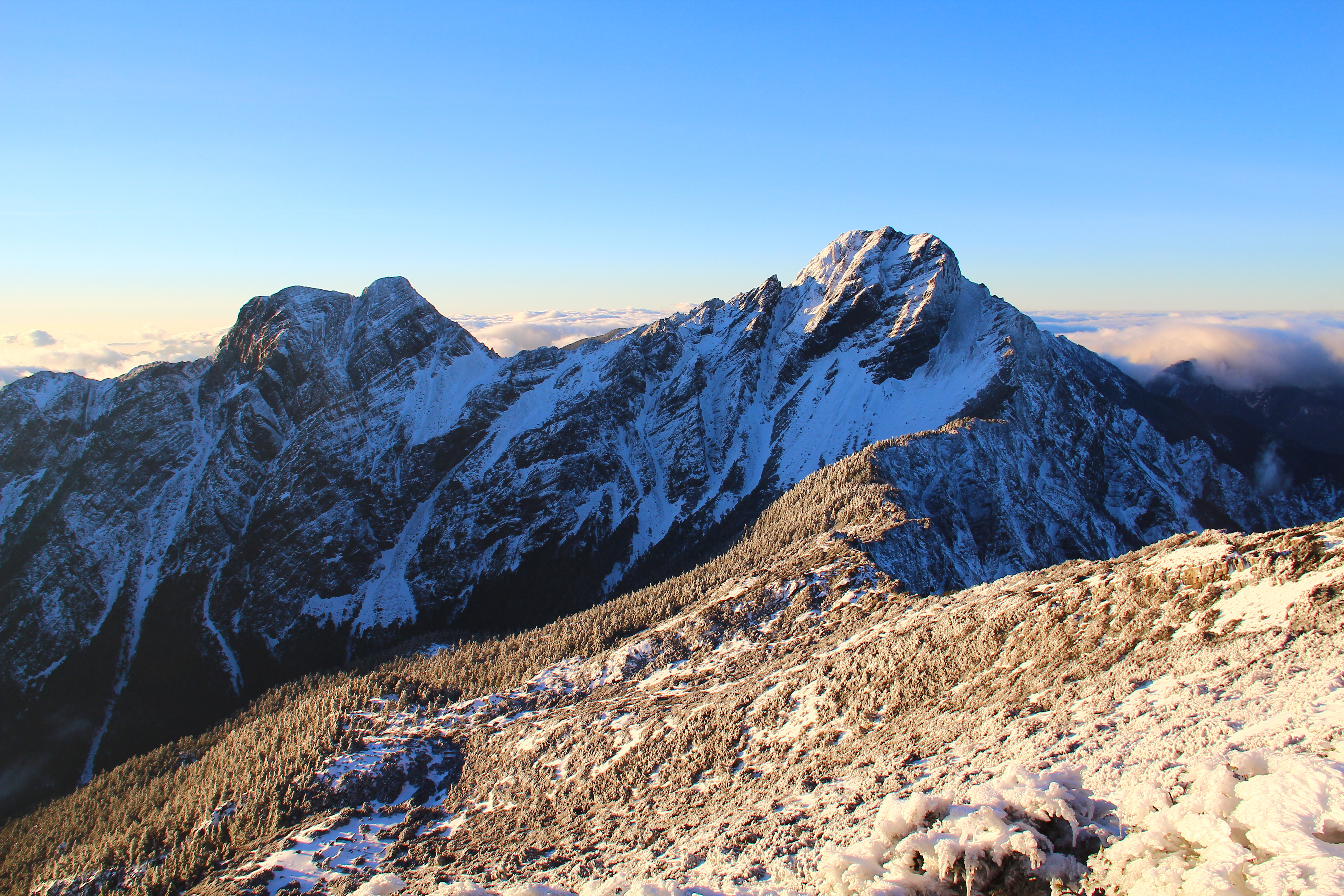
冬季的玉山主峰，從氣象站拍攝。

- 從1909年開始，一戶直藏博士即奔走倡議應設立「北山頂觀測所」（又稱新高觀測所）。氏於1917年發表，並著手勸募捐款以期興建。[3]
- 1943年，日治時期末期，臺灣總督府為提供日軍在太平洋戰爭之高空天候所需資料，將鹿林山山麓的氣象觀測站遷至玉山北峰，設立「臺灣總督府氣象臺新高山測候所」，並於8月開始觀測（總督府在7月30日告示701號台中測候所台中飛行場出差地點新增「新高山測候所」）。[3][4]
- 1945年，戰後，中華民國國民政府接收台灣後，於該年11月改稱為「臺灣省氣象局新高山氣象台」，隸屬於臺灣省行政長官公署教育處。
- 1947年11月29日，台灣省政府公告「新高山」更名為「玉山」[5]，隨後即更名為「臺灣省氣象局玉山氣象台」。[a]
- 1948年，臺灣省氣象所成立，改稱為「臺灣省氣象所玉山氣象台」，9月，改稱為「臺灣省氣象所玉山測候所」，隸屬於臺灣省政府交通處。[a]
- 1971年7月，改稱為「中央氣象局玉山氣象測站」，並核定為四等氣象測報機構（即四等站）。
- 1989年8月1日，全銜定為「交通部中央氣象局玉山氣象站」，仍屬四等站。
- 1998年，由於房舍老舊，玉山氣象站開始分兩期進行改建工程，至2000年完工。[7]

## 編制
玉山氣象站在交通部中央氣象署附屬測報機構的編制中屬於四等氣象站，現有員額計4員（置主任1員、職員3員）。

## 外部連結
- 交通部中央氣象署玉山氣象站 （页面存档备份，存于）